# Dančenko
Dančenko je priimek več oseb:
- Mihail Vasiljevič Dančenko, sovjetski general
- Vladimir Ivanovič Nemirovič-Dančenko (1854 – 1943), ruski gledališki režiser in dramatik